# But-1-ène
Le but-1-ène est un alcène de formule brute C4H8.

## Utilisation
Cette oléfine alpha est utilisée comme comonomère dans la production de copolymères du polyéthylène. Le but-1-ène est ajouté pour obtenir du polyéthylène à basse densité linéaire (PEBDL, LLDPE en anglais) jusqu’à une concentration de 12 %. Cette co-α-oléfine est habituellement ajoutée lors de la polymérisation en phase gazeuse.
Elle sert aussi, comme l’hex-1-ène et l’oct-1-ène, à produire des plastomères.